# Contrôleur de réseaux locaux sans fil
 (avril 2024).
 (avril 2024).
Un contrôleur de réseaux locaux sans fil (WLC, de Wireless LAN Controller) est un périphérique réseau destiné à être utilisé par les administrateurs à des fins de surveillance et de gestion des points d'accès sans fil (WAP ou AP en anglais, souvent des bornes wifi) d'un réseau. 
Un WLC permet une configuration centralisée des points d'accès sans fil et simplifie les opérations de maintenance du réseau .
Il fournit typiquement un système de prévention des intrusions, de gestion des fréquences radio et de configuration de la qualité de service.
Un WLC peut aussi être utilisé pour régler des problématiques globales comme :
- la mobilité d'un client au sein d'un réseau local sans-fil (WLAN, pour Wireless LAN) en assurant le plus de fluidité possible entre le passage d'un point d'accès à un autre (autrement appelé itinérance rapide)[4].
- la limitation du nombre maximum de clients dans un WLAN [5] composé de plusieurs points d'accès.

Bien que spécialisé dans l'administration des AP, un WLC est lui-même généralement relié par un câble ethernet à un commutateur du réseau (ou éventuellement à un routeur).